# Ciril Metod Koch
Ciril Metod Koch, slovenski arhitekt, * 31. marec 1867, Kranj, Vojvodina Kranjska (Avstrijsko cesarstvo), † 6. maj 1925, Ljubljana.
Ob Maxu Fabianiju in Josipu Vancašu je na slovenskem območju uveljavil dunajsko secesijo.

## Življenjepis
Rodil se je očetu Francu in materi Mariji (roj. Tichbourne), ki je bila po poklicu dekla. Nižjo šolo je obiskoval v Ljubljani, Po srednji šoli v Ljubljani je študiral na Tehnični visoki šoli v Gradcu in specialno šolo za arhitekturo na Akademiji upodabljajočih umetnosti na Dunaju. Leta 1893 je dobil službo v ljubljanskem mestnem stavbnem uradu, kjer je bil skoraj trideset let. Uveljavil se je zlati po ljubljanskem potresu, ko je skrbel za načrt mesta in načrtoval stavbe v secesijskem slogu.
Med 1895 (po potresu) in 1910, je ustvaril načrte za več stavb v Ljubljani (Čudnova, Pogačnikova hiša ob Miklošičevem parku, Švicarija, Hiši ob Trdinovi), Celju, Radovljici (Hranilnica), Opatiji in Bohinju (most pri cerkvi sv. Janeza). Na podlagi ohranjenih dokumentov mu jih lahko v Ljubljani pripišemo najmanj 38, na celotnem slovenskem ozemlju pa več kot 50. Sodeloval je tudi pri mavzoleju v St. Veit pri Dunaju in cerkvi v Sternbergu na Češkem.
Bil je vodja del pri gradnji Zmajskega mostu in sodeloval je pri mnogih regulacijskih posegih v mestu ter izdelal zemljevid Ljubljane.
Za Kocha je značilna uporaba svobodnih linij, domišljije v obdelovanju detajlov, predvsem pri modernih zgradbah. Uporabljal je geometrično, rastlinsko in
figuralno dekoracijo. Njegov slog lahko označimo za eklekticističen, saj je poskušal najti povezave med starejšimi, historicističnimi slogi in modernimi secesijskimi težnjami.

## Delo
- Regulacijski načrti za Bled, Radovljico, za ozemlje Bohinjskega jezera (1910) ter za Zg. Šiško.
- Načrti za stanovanjske hiše, vile in javna poslopja, med njimi v Ljubljani: 
  - hiša in tovarna K. Binder,
  - policijska direkcija,
  - Osnovna šola Prule,
  - detajli za Mestni dom,
  - Kmetska posojilnica,
  - Narodna tiskarna,
  - Mladika,
  - Hotel Tivoli,
  - Kollmannova vila in druge;
- V Celju: 3 hiše in Posojilnica;
- cerkev v Budanjah pri Vipavi;
- Načrt za novi most pri sv. Janezu v Bohinju